# Луїс Бреретон
Луїс Гайд Бреретон (англ. Lewis Hyde Brereton) (нар. 21 червня 1890, Піттсбург, Пенсільванія — пом. 20 липня 1967, Вашингтон) — американський воєначальник, генерал-лейтенант Повітряних сил США.

## Біографія

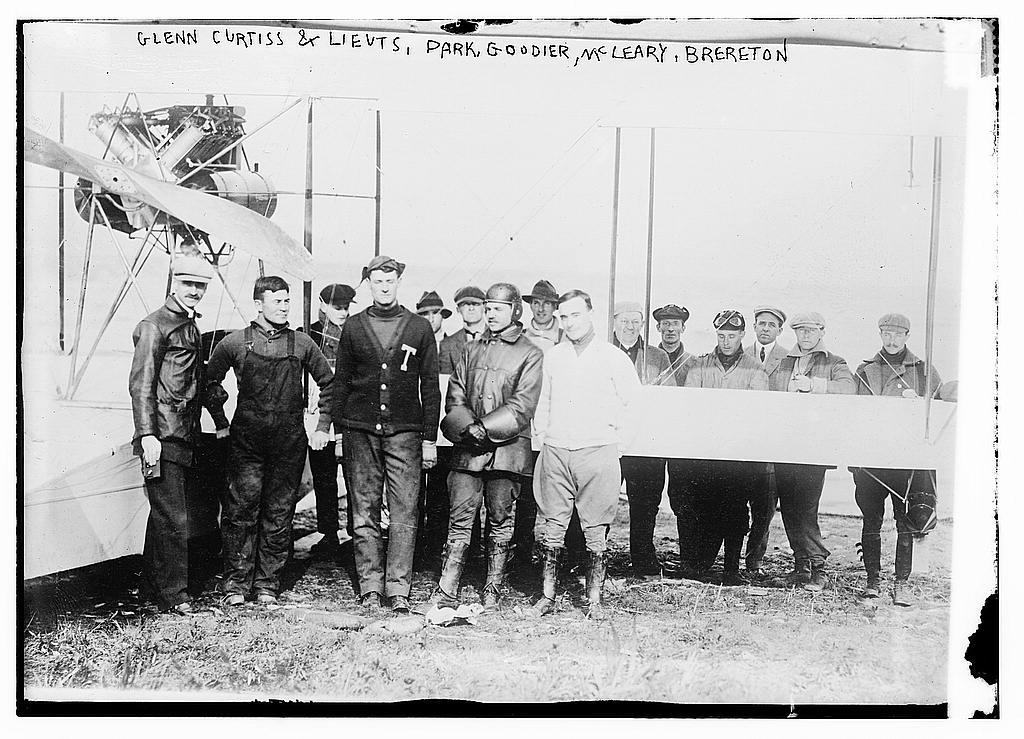
Луїс Бреретон (праворуч) разом із Гленном Кертіссом та групою американських пілотів біля літака. 4 грудня 1912 року.

Військова кар'єра
- 16 червня 1907 — кадет ВМС
- 17 серпня 1911 — другий лейтенант
- 11 липня 1916 — перший лейтенант
- 15 травня 1917 — капітан
- 2 липня 1918 — майор
- 16 вересня 1935 — підполковник
- 1 липня 1920 — майор
- 4 березня 1935 — підполковник
- 26 серпня 1936 — полковник
- 1 жовтня 1940 — бригадний генерал
- 11 липня 1941 — генерал-майор
- 9 березня 1942 — полковник
- 28 квітня 1944 — генерал-лейтенант
- 2 червня 1946 — бригадний генерал
- 18 вересня 1947 — генерал-лейтенант

### Молоді роки
Луїс Гайд Бреретон народився 21 червня 1890 року в місті Піттсбург, у штаті Пенсільванія в родині інженера-гірняка Вільяма Денні та Гелен (Гайд) Бреретон. З дитинства готувався поступити на навчання до Вест-Пойнта, але в 1907 році врешті-решт вирішив піти по стопах старшого брата та подати документи до Військово-морської академії в Аннаполісі. Однак, через проблеми зі здоров'ям його визнали непридатним до служби на флоті й після завершення навчання Л. Бреретон пішов служити в армію США. 17 серпня 1911 року він отримав перше звання другого лейтенанта та призначення до берегової батареї у Корпусі берегової артилерії.
У вересні 1912 року він добровольцем записався до авіаційної секції Корпусу зв'язку. Л. Бреретон успішно пройшов курс підготовки льотчиків у Роквелл-Філд, Сан-Дієго, у Каліфорнії, та став 26-м пілотом збройних сил США. Але на цьому він не зупинився і продовжив підготовку спочатку в Гаммондспорті у штаті Нью-Йорк на фондах Curtiss Aeroplane and Motor Company, потім повернувся до Роквелл-Філд, де відкрилася перша льотна школа, і нарешті отримав 27 березня 1913 року звання військового льотчика, ставши 10-м, хто здобув це звання. Згодом продовжив служити в різних підрозділах.
У липні 1916 року Л.Бреретон прибув для проходження служби на Філіппіни до 1-ї роти берегової батареї Форту Міллс на острові Коррехідор. У березні 1917 року він повернувся до США, будучи призначеним до штабу Авіаційної секції у Вашингтоні.

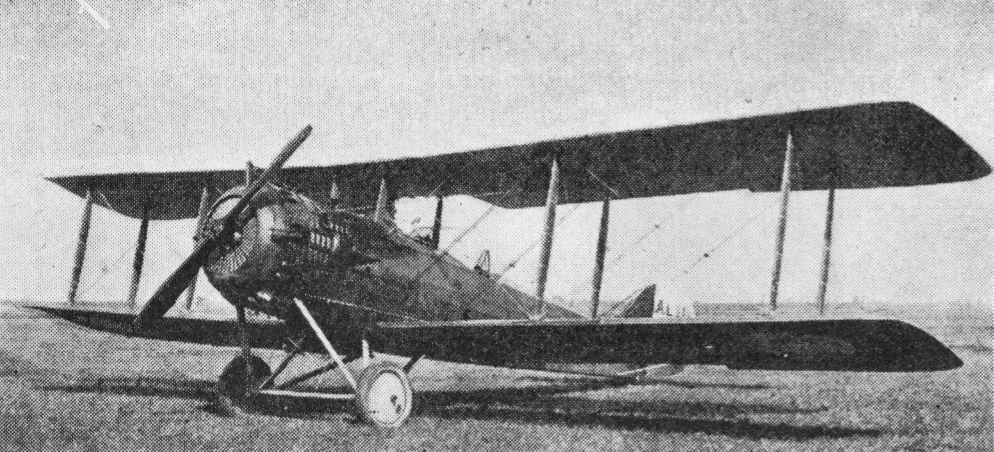
Розвідувальний літак Salmson 2 A2

### Перша світова
Після вступу США у Першу світову війну Л. Бреретон отримав звання капітана та продовжував тренування льотного складу військової авіації армії. На початку 1918 року він відбув до Франції, до Ватіменія, де 1 березня 1918 року він прийняв під своє командування 12-ту ескадрилью, яка на той час ще не мала літаків. Незабаром підрозділ отримав застарілі французькі Dorand AR для початку тренувань, доки в ескадрилью не надійшли новіші розвідувальні літаки Salmson 2 A2. 3 травня 1918 року ескадрилья Л. Бреретона вперше вирушила на виконання бойового завдання, на патрулювання ділянки між Фліре та Апремоном над позиціями 26-ї американської піхотної дивізії. Пізніше авіаційний підрозділ діяв на підтримку інших американських частин Американських експедиційних сил, зокрема протягом трьох тижнів підтримував з повітря бойові дії 42-ї піхотної дивізії на напрямку Бламон — Бадонвіль.
1 липня 1918 року капітан Л. Бреретон полишив посаду командира ескадрильї, наступного дня йому присвоїли чергове звання майор та призначили офіцером авіаційної служби при штабі I американського корпусу. 18 липня американська 2-га дивізія вела бої за Шато-Тьєррі і Л. Бреретон особисто вилетів на ведення повітряної розвідки та коригування артилерійського вогню в інтересах американських частин, що наступали. Тут він привернув увагу бригадного генерала Вільяма Мітчелла, який 28 серпня призначив його командувати корпусним спостережним крилом, яке здійснювало розвідку й спостереження з повітря для трьох американських корпусів, армії та французької групи під час їхньої підготовки до наступу на Сен-Мієль.
26 жовтня 1918 року командувач усіма повітряними силами США на Західному фронті генерал В.Мітчелл призначив його своїм помічником, 1 листопада йому присвоїли звання підполковник. Разом зі своїм командувачем вони розробляли проведення першої в історії повітряно-десантної операції, коли готувалися висадити парашутним способом 1-шу дивізію поблизу окупованого Меца.
Після капітуляції кайзерівської Німеччини, Л. Бреретон залишився начальником штабу авіаційної служби на чолі з В. Мітчеллом у 3-й армії, що виконувала окупаційні функції в Німеччині, і залишався на цій посаді до лютого 1919 року.

### Міжвоєнний час

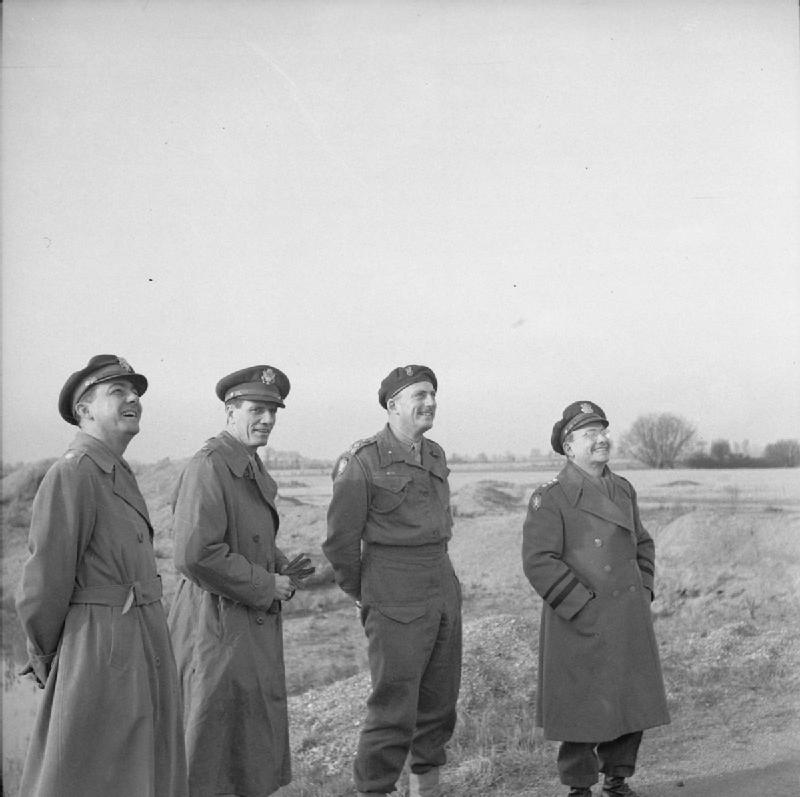
Командувач 1-ї повітрянодесантної армії генерал Л. Бреретон спостерігає з американськими офіцерами за десантуванням на навчаннях 6-ї британської повітрянодесантної дивізії при підготовці до операції «Маркет-Гарден». 1944

У міжвоєнний час Л. Бреретон служив у Сполучених Штатах на різних посадах у військовій авіації. З грудня 1919 до серпня 1922 року помічник військового аташе з авіації американської амбасади в Парижі. За час перебування досконало вивчив французьку мову. 1 вересня 1922 року призначений командиром 10-ї навчальної групи на авіабазі Келлі-Філд у Техасі. Потім командував 3-ю штурмовою групою на Boeing GA-1, з 1924 року — інструктор у тактичній авіаційній школі на Ленглі-Філд.
4 червня 1925 року його призначили командувати 2-ю бомбардувальною авіагрупою. Згодом він продовжував служити у повітряних силах, але наступні шість років виявилися дуже складними в житті Л. Бреретона: судове слідство проти полковника В. Мітчелла, якого притягнули до військового трибуналу за звинуваченням керівництва армії й флоту «за практично зрадницьку політику щодо національної оборони», негаразди та конфлікти з безпосереднім начальством, проблеми у сімейному житті, що призвели до розлучення, авіаційна катастрофа, де він ледве не загинув, і врешті-решт на фоні цього з'явилася схильність до вживання алкоголю, сильно підкосили досвідченого офіцера.
З 7 липня 1931 до 20 червня 1935 року Л. Бреретон служив у зоні Панамського каналу, командував 6-ю змішаною авіагрупою. 4 березня 1935 року після 15-річного його перебування в ранзі майора Л. Бреретона нарешті підвищили у підполковники з одночасним призначенням на штабну посаду.
Після повернення з Панами, він служив чотири роки начальником штабу авіаційного підрозділу у Командно-штабному коледжі у Форт Лівенворт. У липні 1939 року прийняв під своє командування авіабазу Барксдейл-Філд у Луїзіані. 25 жовтня 1940 року отримав призначення командира 17-го бомбардувального авіакрила, 11 липня 1941 року здобув тимчасове військове звання генерал-майор. 29 липня 1941 року сформував та очолив 3-тю повітряну армію у Макділл-Філд у Флориді. У жовтні 1941 року його особисто викликав начальник штабу авіації Армії США генерал-майор Генрі Арнольд, який повідомив Л. Бреретону, що той залишає посаду командира 3-ї армії та відбуває на Філіппіни, де мав сформувати з наявних повітряних підрозділів і частин та очолити Далекосхідну повітряну армію. Як з'ясувалося пізніше, кандидатуру Л. Бреретона обрав особисто генерал Дуглас Макартур.
4 листопада Л. Бреретон прибув зі своїм штабом до Манили пасажирським гідролітаком Boeing 314, де практично відразу був зустрінутий генералом Д. Макартуром, який посвятив молодого генерала в деталі обстановки на цьому Тихоокеанському напрямку, особливо свої погляди на застосування американської авіації в разі початку воєнних дій. Загальне становище військової авіації на Філіппінах було у жалюгідному стані: більшість аеродромів досі не була добудована, чимало частин мали половину або навіть менше від штатного списку особового складу й техніки, існував серйозний брак боєприпасів, спеціального обладнання, зокрема для польотів на великих висотах. Л. Бреретон негайно розгорнув бурхливу діяльність, розуміючи складність завдання щодо відновлення боєготовності підпорядкованих йому військ на фоні обстановки, яка панувала навколо островів. Вже за два тижні Д. Макартур відправив його до Австралії узгодити плани застосування австралійської аеродромної мережі та баз у разі війни та загалом встановити партнерські стосунки між американською та австралійською військовою авіацією.

### Друга світова
Зранку 8 грудня 1941 року, після отримання офіційного підтвердження про напад японського флоту на ВМБ Перл-Гарбор на Гаваях, Л. Бреретон намагався отримати дозвіл від вищого командування про бомбардування у відповідь японських баз на острові Формоза, що відповідало загальному задуму плану «Рейнбоу-5», однак генерал Д. Макартур не прийняв його на той час. Натомість, на свій страх та ризик, командувач Далекосхідної повітряної армії віддав наказ підняти бомбардувальники B-17D Flying Fortress та у супроводі винищувачів P-40 спрямував на ворожі цілі. Головнокомандувач американськими військами генерал Д. Макартур спочатку скасував його розпорядження, але вже за декілька хвилин підтвердив. Через ці непорозуміння про подальші дії, американські літаки змушені були повернутися на дозаправлення на аеродроми, де їх урешті-решт атакували японські бомбардувальники. Як наслідок більшість американської авіації була знищена та пошкоджена на землі в перший день війни на Тихому океані.
З 10 грудня японські сили розпочали фазу вторгнення на філіппінські острови, бої зав'язалися спочатку за Лусон, американські та філіппінські війська змушені були відступити на Батаан, звідкіля лише 14 бомбардувальників B-17 в останню мить вилетіли на Дарвін в Австралії. Л. Бреретон зі своїм штабом армії евакуювався у південну частину Філіппін, але згодом і він був змушений полишити острови та вилетіти на бомбардувальнику до Австралії. Звідсіля він керував рештками своїх повітряних сил, доки його не перепризначили до Британської Індії.
5 березня 1942 року генерал-майор Л. Бреретон був призначений командувачем знов створений 10-ї повітряної армії, що формувалася в Нью-Делі. В процесі формування об'єднання йому довелося 2—3 квітня 1942 року особисто вилітати в ролі другого пілота бомбардувальника B-17 на бомбардування ворожої військово-морської бази в Порт-Блер, на окупованих японцями Андаманськтх островах, де зосередилися японські бойові кораблі.
У червні 1942 року його перевели до Каїра, де виникла серйозна загроза прориву німецько-італійського угруповання до Суецького каналу. Тут він зайнявся формуванням нової Близькосхідної повітряної армії, до складу якої спочатку увійшли 19 B-24 «Ліберейтор» та 9 B-17 «Летюча фортеця», які генерал передислокував з Індії до Єгипту. З липня нова армія розпочала повітряні нальоти на німецькі комунікації в Лівії та конвої, що курсували між Африкою та Грецією. Протягом літа-осені 1942 року повітряна компонента від армії США в тісній взаємодії з авіацією Великої Британії проводила організовані атаки ворожих позицій та об'єктів. 12 листопада цю армію трансформували в 9-ту повітряну армію США, командувачем якої став Л. Бреретон.
У лютому 1943 року він прийняв під своє командування усі компоненти американських повітряних сил на Близькому Сході. За зиму 1943—1944 року 9-та повітряна армія виросла колосальними темпами. За шість місяців командування Л. Бреретона з 16 жовтня 1943 року до 16 квітня 1944 року його армія зросла з 2162 до 163 312 осіб. Наприкінці травня загальна чисельність повітряної армії, що діяла на Італійському театрі війни сягала вже 185 000 осіб та нараховувала 45 авіаційних груп, 160 ескадрилей і майже 5000 літаків.
З квітня 1944 року його перевели до Англії, де він став очолив повітряну компоненту американських збройних сил, що готувалися до операції «Оверлорд». З 2 серпня 1944 року генерал-лейтенант Л. Бреретон очолив унікальне об'єднання повітряно-десантних військ союзників — 1-шу повітрянодесантну армію. Нею він керував до повного розгрому та капітуляції нацистської Німеччини, під його проводом проведені таки масштабні десантні операції, як Голландська і Рейнська.
Потім він повернувся до США, де був призначений до штабу Повітряних сил у Вашингтоні, трохи пізніше прийняв керівництво 3-ю армією в Тампі. А у січні 1946 року на нетривалий термін став командувачем 1-ю повітряною армією. З лютого 1946 року генерал-лейтенант Л. Бреретон служив в офісі військового секретаря в Пентагоні. З липня 1947 року у складі комісії з атомної енергетики.
1 вересня 1948 року генерал-лейтенант Л. Бреретон пішов у відставку.

## Твори
- Brereton, Lewis H. (1946). The Brereton Diaries: The War in the Air in the Pacific, Middle East and Europe, 3 October 1941 — 8 May 1945 (New York: William Morrow & Co.)